# Maine-Soroa
Maine-Soroa este o comună urbană din departamentul Maine-Soroa, regiunea Diffa, Niger, cu o populație de 66.606 locuitori (2001).